# Championnats d'Afrique de lutte 2001
Navigation
Édition précédente Édition suivante
Les Championnats d'Afrique de lutte 2001 se déroulent en avril 2001 à El Jadida, au Maroc. 

## Podiums

### Lutte libre
| Catégories | Or                             | Argent                      | Bronze                        |
| ---------- | ------------------------------ | --------------------------- | ----------------------------- |
| 54 kg      | Shaun Williams (RSA)           | Mohamed Zekri (MAR)         | Faisal Laater (TUN)           |
| 58 kg      | Mohamed Amine Benhammadi (ALG) | Hassan Gouzi (TUN)          | Abd El Latif El Rachidi (MAR) |
| 63 kg      | Farid Hanoun (ALG)             | Hermann Kouadio (CIV)       | Abdel Khadr Jaidi (TUN)       |
| 69 kg      | Jabeur Dridi (TUN)             | Wynand Jacobs (NAM)         | Ali Belkchairi (MAR)          |
| 76 kg      | Matar Sène (SEN)               | Djabeli (TUN)               | Rami (MAR)                    |
| 85 kg      | Leon Francois Groenewald (RSA) | Mohamed Ali Bouzaiane (TUN) | Nico Jacobs (NAM)             |
| 97 kg      | Mohammed Ali M'Barek (TUN)     | Duane van Staden (RSA)      | Moundor Diouf (SEN)           |
| 130 kg     | Antoine Bakhoun (SEN)          | Mohamed Basri (MAR)         | Sofiane Akrout (TUN)          |

### Lutte gréco-romaine
| Catégories | Or                      | Argent                   | Bronze                   |
| ---------- | ----------------------- | ------------------------ | ------------------------ |
| 54 kg      | Walid Nefzi (TUN)       | Mohamed Saadi (ALG)      | Mohamed Bouazzaoui (MAR) |
| 58 kg      | Mohamed Zoghbi (ALG)    | Taoufik Hosni (TUN)      | Ahmed Krikbou (MAR)      |
| 63 kg      | Abdelhak Saidouni (ALG) | Mahkaoui Redouane (MAR)  | Mohamed Barguaoui (TUN)  |
| 69 kg      | Mohamed Mahraoui (TUN)  | Belgacem Gammougui (TUN) | Ernst Bellingan (RSA)    |
| 76 kg      | Sofiane Ouadjnia (ALG)  | Badreddine Amdouni (TUN) | Badra (MAR)              |
| 85 kg      | Amor Bach Hamba (TUN)   | Mohamed Smiry (MAR)      | Ikus Conrasie (NAM)      |
| 97 kg      | Mustapha Bouari (MAR)   | Steven van Eeden (RSA)   | Abidi (TUN)              |
| 130 kg     | Omrane Ayari (TUN)      | Mohamed Basri (MAR)      |                          |

### Lutte féminine
| Catégories | Or                          | Argent                      | Bronze                            |
| ---------- | --------------------------- | --------------------------- | --------------------------------- |
| 46 kg      | Faiza Bejaoui (TUN)         | Rajib Rajaa (MAR)           | Simphiwe Mpungose (RSA)           |
| 51 kg      | Eveline Diatta (SEN)        | Nour El Houda Bejaoui (TUN) | Ahawi Amal Imani (MAR)            |
| 56 kg      | Salma Ferchichi (TUN)       | Isabelle Sambou (SEN)       | Stéphanie N'Guessan Kouassi (CIV) |
| 62 kg      | Rim Garram (TUN)            | Jacqueline Biaye (SEN)      | Asmaa Eddahar (MAR)               |
| 68 kg      | Marie Nicole Diédhiou (SEN) | Kaouthmen Ghanmi (TUN)      | Latifa Rassam (MAR)               |
| 75 kg      | Saida Riabi (TUN)           | Euphrasie Sambou (SEN)      | Abd El Latif El Rachidi (MAR)     |